# Терсащибулак
Терсащибулак (каз. Терісащыбұлақ) — село в Жуалынском районе Жамбылской области Казахстана. Входит в состав Кызыларыкского сельского округа. Находится примерно в 14 км к северо-востоку от районного центра, села Бауыржан Момышулы. Код КАТО — 314257700.

## Население
В 1999 году население села составляло 177 человек (88 мужчин и 89 женщин). По данным переписи 2009 года, в селе проживали 164 человека (80 мужчин и 84 женщины).